# Velká severní silnice
Velká severní silnice (anglicky Great North Road) je historická cesta, která byla postavena tak, aby spojovala rané Sydney, v kolonii Nového Jižního Walesu, nyní Austrálie, s úrodným údolím Hunter na severu. Postavena byla odsouzenými mezi lety 1825 a 1836. Probíjí se drsným terénem v délce 260 kilometrů.

Cesta má takový kulturní význam, že byla zařazena do seznamu australského národního dědictví dne 1. srpna 2007 jako národní významný příklad hlavní veřejné infrastruktury vyvinuté pomocí práce odsouzenců a na seznamu světového kulturního dědictví UNESCO jako:
"... nejlepší přežívající příklady rozsáhlé přepravy odsouzených a koloniální expanze evropských mocností prostřednictvím přítomnosti a práce odsouzených".
Cesta byla inženýrským triumfem, přičemž některé části byly postaveny v pozoruhodně vysokém standardu. Bohužel v praxi se nesetkala s takovým úspěchem. Vedle strmých schodů bylo na trase nedostatek vody a krmení pro koně. Z těchto důvodů se brzy přestala využívat a to s rozvojem alternativních způsobů, jak se dostat do údolí Hunter, jako jsou parníky a novější silnice. Velká část severní silnice se přestala používat, zatímco jiné části byly zahrnuty do městské a venkovské silniční sítě.

## Cesta
Velké severní silnice začíná na silnici Parramatta Road, která dnes prochází Sydneyským předměstím Five Dock. Poté, co překročí řeku Parramatta v Abbotsfordu, v té době ještě loďkou, protkne Ryde a Dural předtím, než dosáhne řeky Hawkesbury u Wisemanova přívozu, 100 km na sever. Poté se proplétá izolovanými a často drsnými bušemi podél okraje národního parku Dharug a pokračuje přes Bucketty, dokud se nerozdvojí u Wollombi. Odtud pokračuje jedna větev do Warkworthu přes Broke a druhá vede do Cessnocku, Maitlandu a do Newcastlu.

## Velká severní silnice dnes
Velká severní cesta přežívá dodnes, ale různé části se zachovávají různými způsoby. Většina z nich je postavena z živice a betonu, a to buď jako příměstské ulice nebo venkovské silnice, zatímco zbývající části jsou zachovány v národních parcích a chráněny před motorovou dopravou.
Drobné důkazy o své minulosti, jako jsou mostní lávky nebo dokonce skalní řezby trestanců, dochované v metropolitní oblasti Sydney; Na rozdíl od velkých úseků zůstávají v původním stavu severně od řeky Hawkesbury.
Prvních několik kilometrů, od Five Dock až k řece Parramatta (v Abbotsfordu), prochází místní nákupní zónou a předměstskou oblastí. Historické jméno je pro tento úsek zachováno, jediný důvod, proč by někdo mohl dvakrát přemýšlet o tomto nevýrazném předměstí příměstské silnice. Cesta dále začíná na křižovatce Baulkham Hills s Windsor Road. Známá jako Stará severní silnice a turistický úsek 15, prochází kolem předměstí Castle Hill, Glenhaven, Dural, a pokračuje dále na sever jako dvouproudová cesta. Stará severní cesta končí u Wisemanova přívozu. V Bucketty je znovu přejmenována na Velkou severní silnici.

## Ochrana
V roce 1990 místní komunity Bucketty a Wollombi založily projekt "Convict Trail Project", jehož cílem bylo obnovit, udržovat a představovat silnici jako muzeum trestaneckého inženýrství. Původní úseky silnice, které jsou viditelné, poskytly cenný pohled na techniky dřívější výstavby silnic v kolonii Nového Jižního Walesu a jak byla dovážena a přizpůsobena anglická silniční technologie. Její údržbou jsou pověřováni vězni ze zařízení, které spravuje Nápravná služba Nového Jižního Walesu.

## Galerie

Great North Road
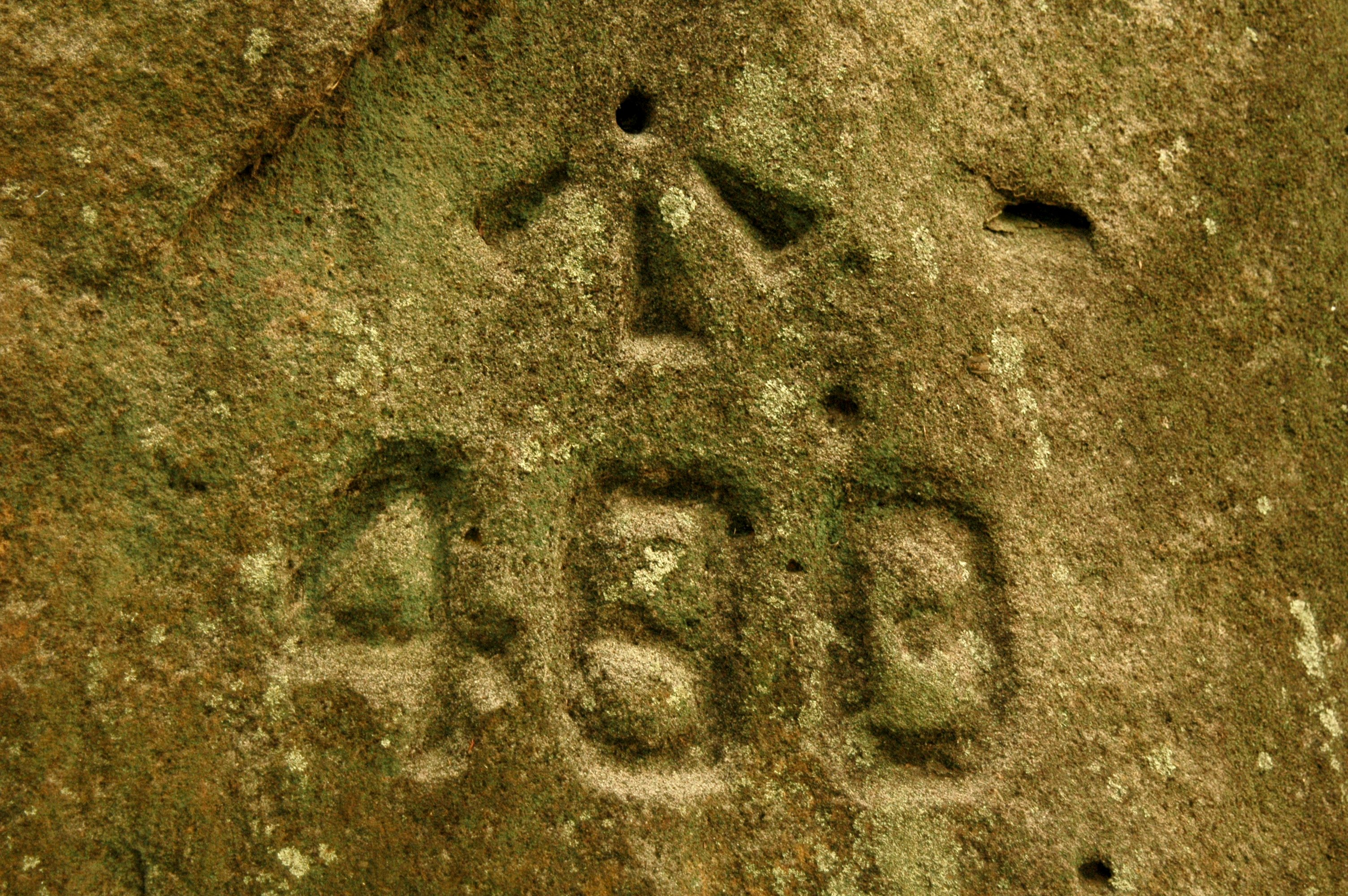
Nivelační značka na trase Velké severní silnice
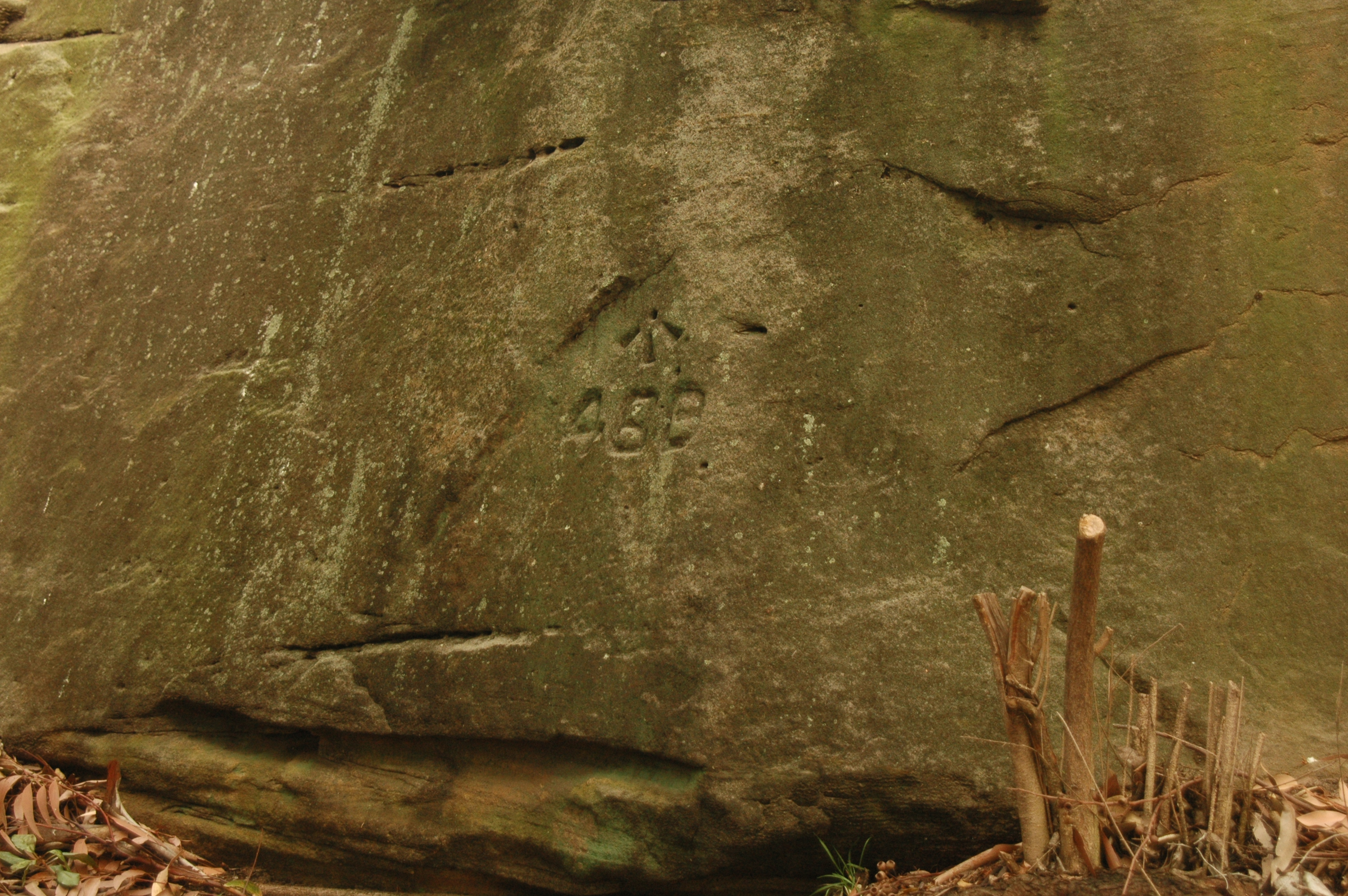
Skalní rytina vytvořená pracovní skupinou, pravděpodobně kolem roku 1829; Nachází se kousek od začátku Velké severní silnice u Parramatta Road
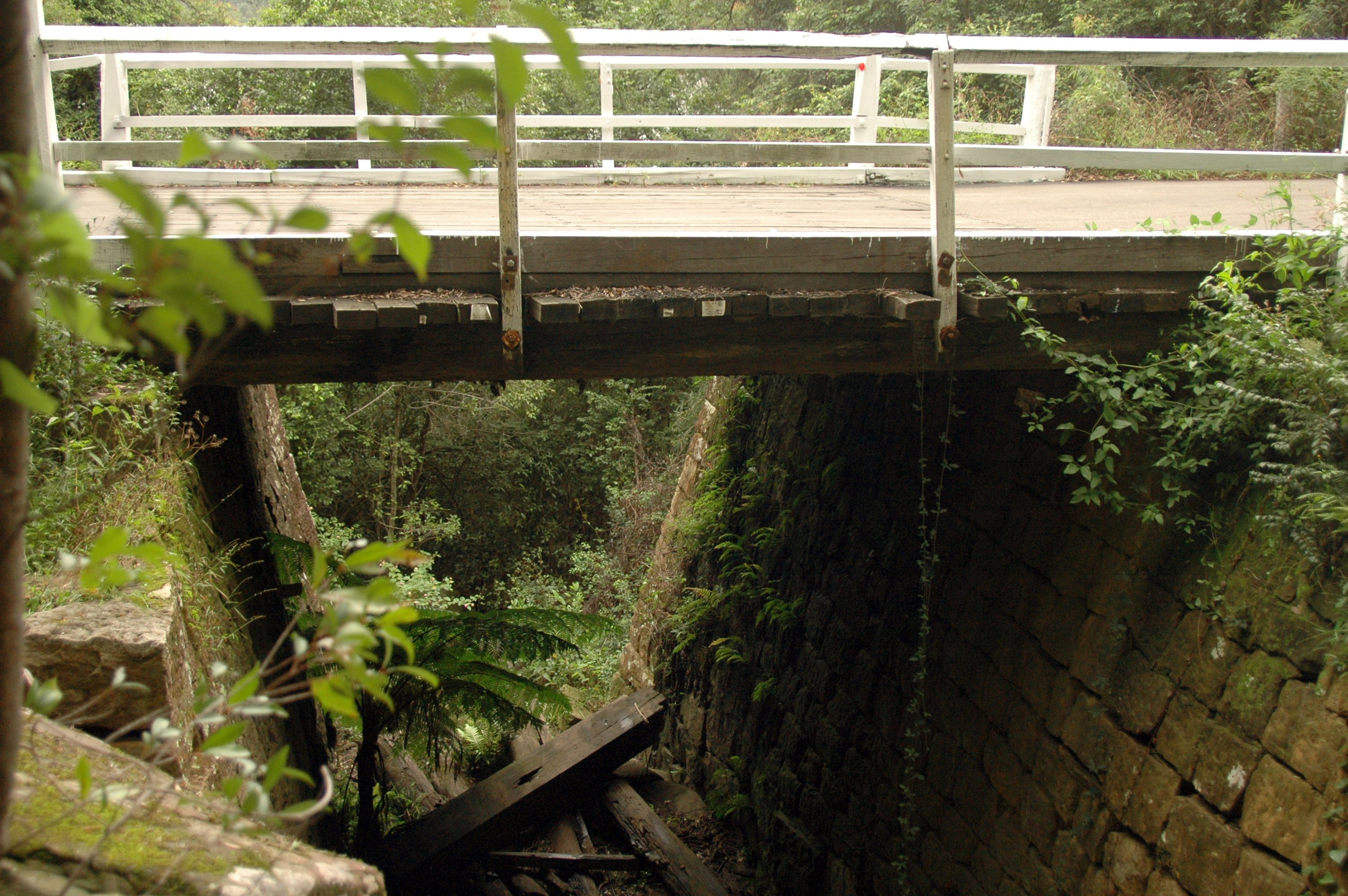
Most Thomase Jamese, na severním břehu řeky Hawkesbury u Wisemanova přívozu, nejstarší most na australské pevnině, po kterém se ještě dá jet automobilem
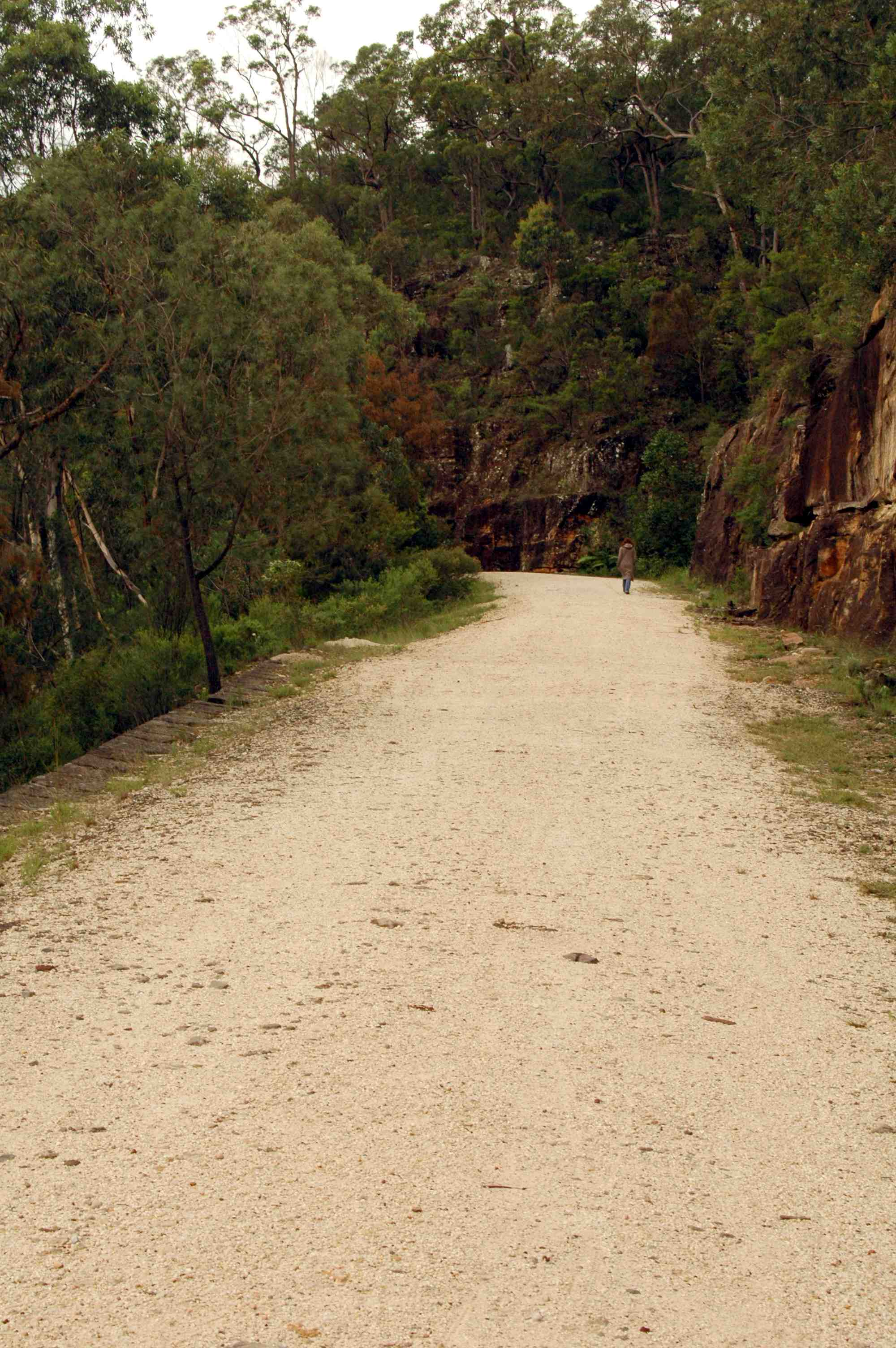
Devines Hill, těsně za mostem Thomase Jamese; Na úpatí kopce se automobilový provoz napojuje na novější silnicí a velká severní silnice je dále jen pro chodce a cyklisty
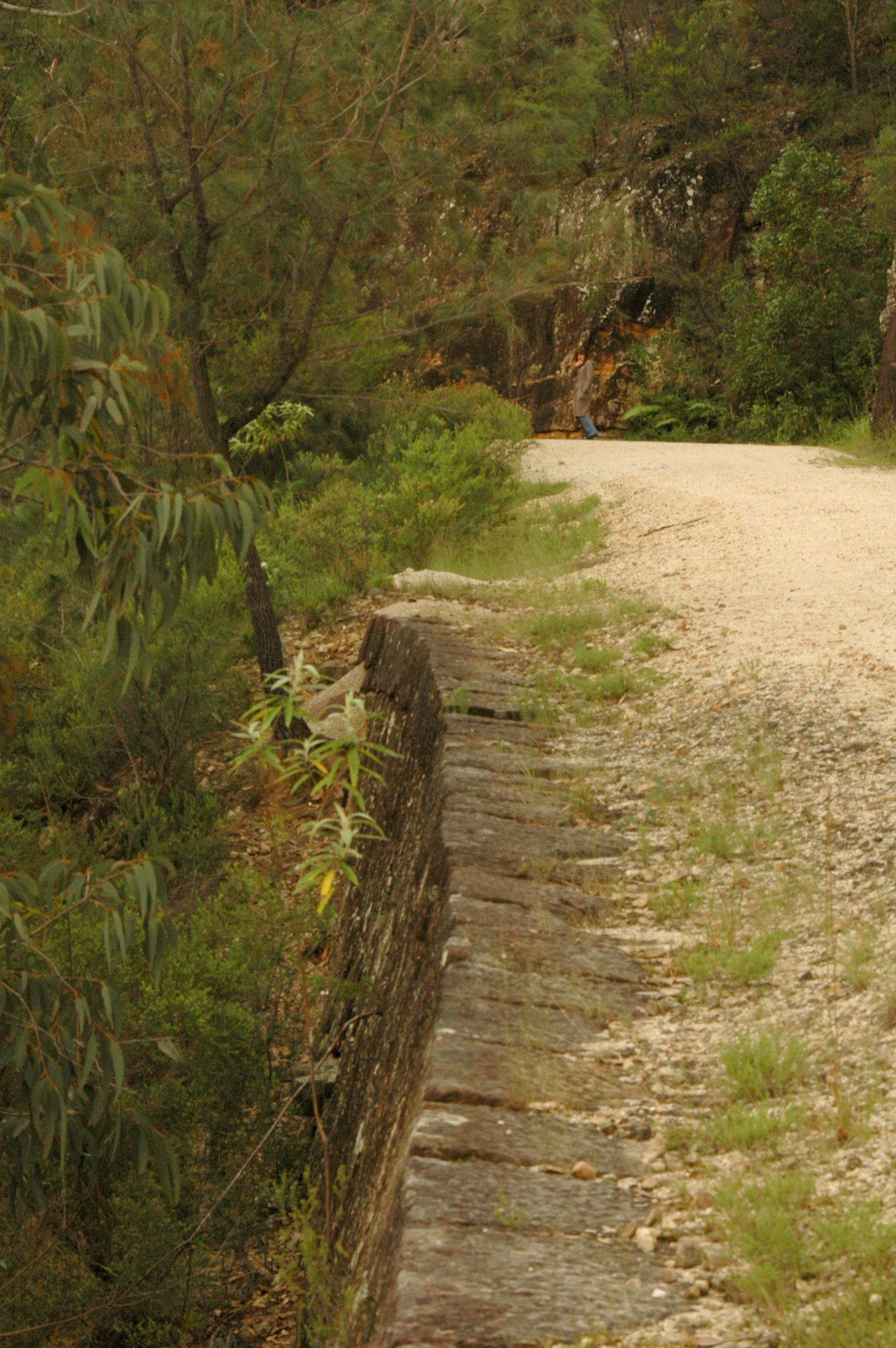
Zpevňující val vyrobený z upravených kusů kamene, získaného odstřelem z blízké skály, nevyužitá rozbité kusy se jednoduše shodily dolů
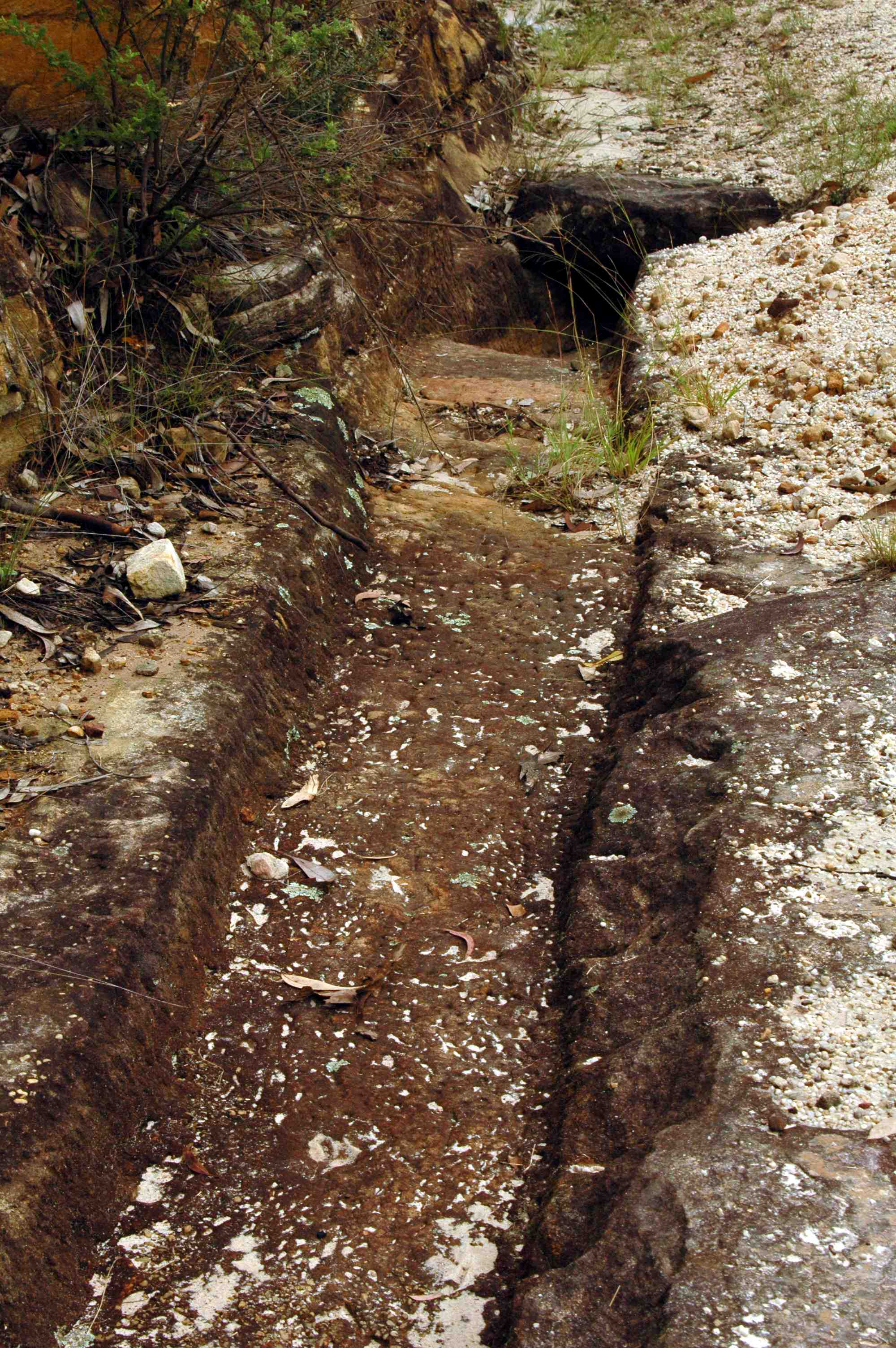
Žlab z blízka
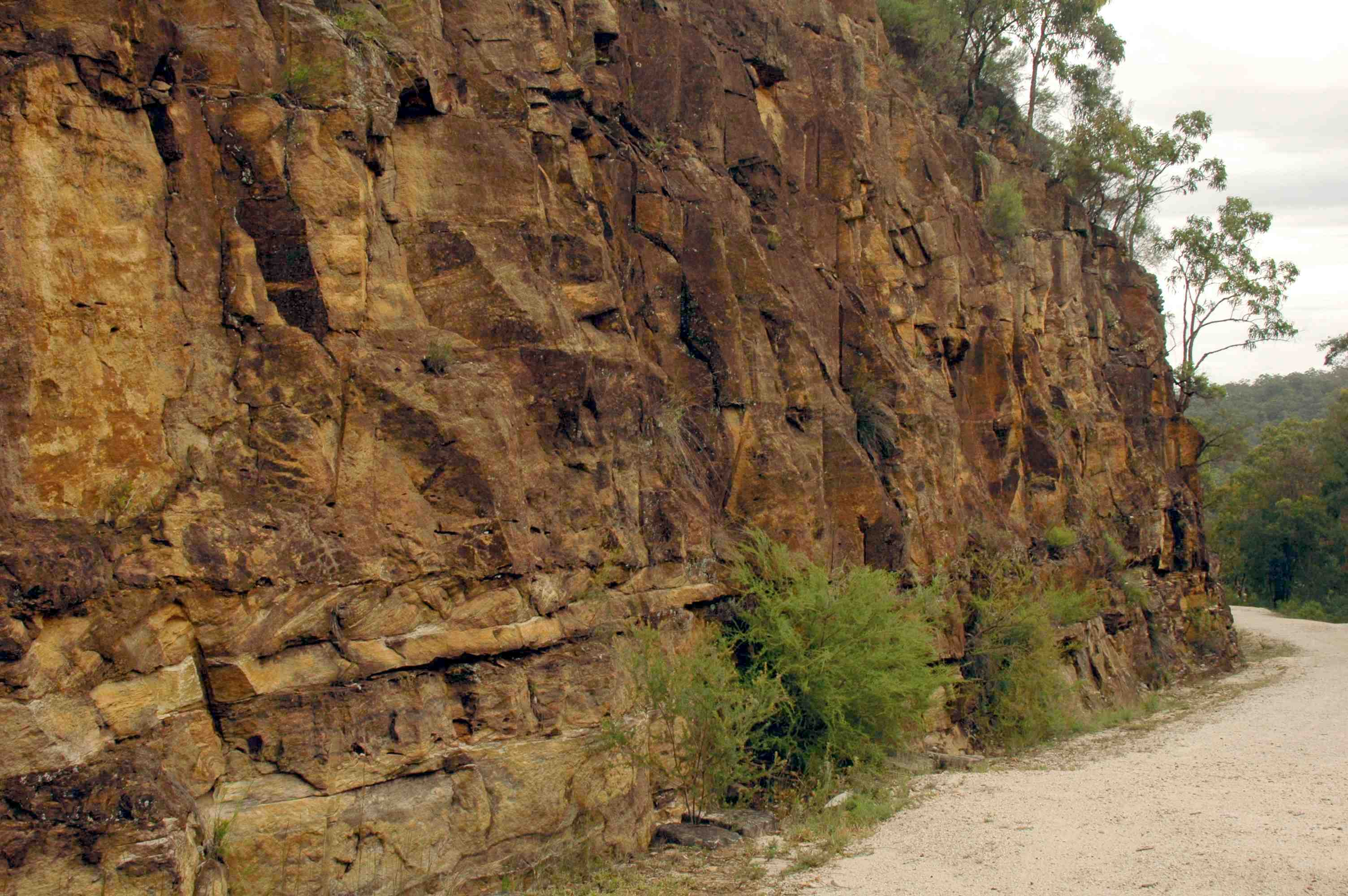
Ukázka skalní stěny opracované odstřely trestanců, ti nejdříve do skály vysekali pomocí kladiv a páčidel podélné díry, do nichž poté zasunuli dlouhou tyč dynamitu a odpálili; Viditelné jsou metrové "půl-jamky", které zůstaly poté, co byla skalní stěna odstřelena
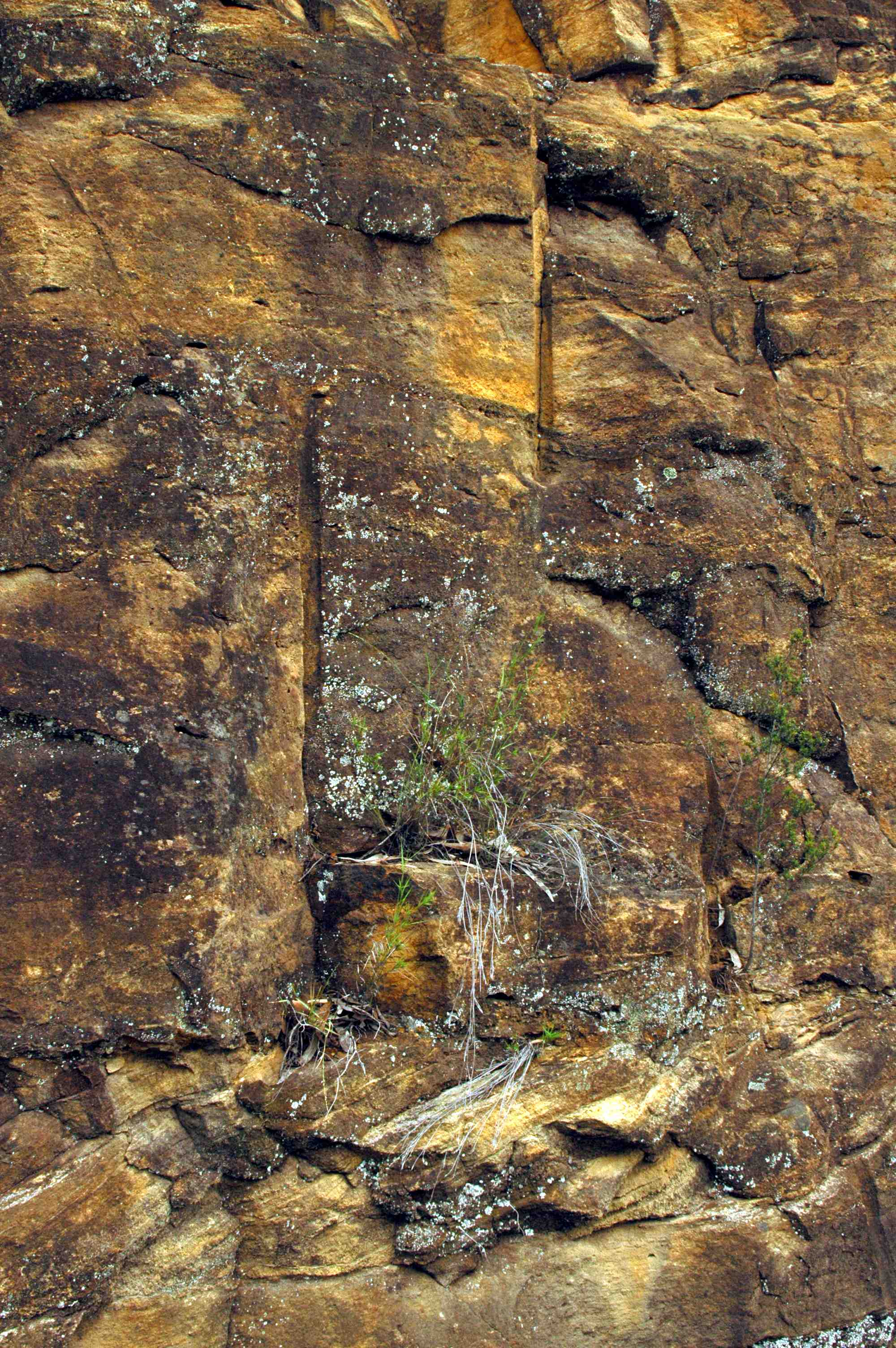
Detail "půj-jamek"
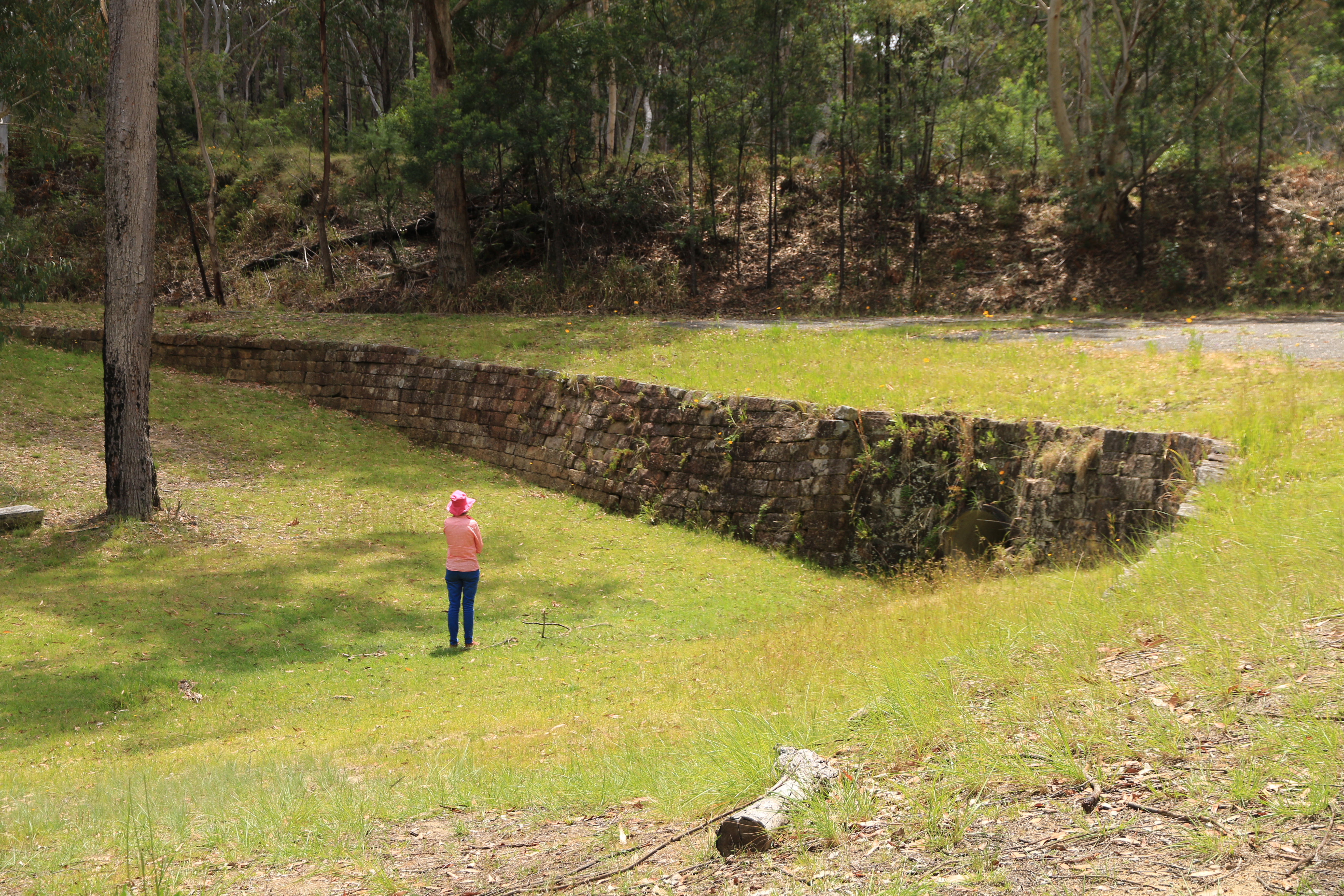
Trestanci postavený břeh, hora McQuoid, Velká severní silnice, Bucketty, Nový Jižní Wales.
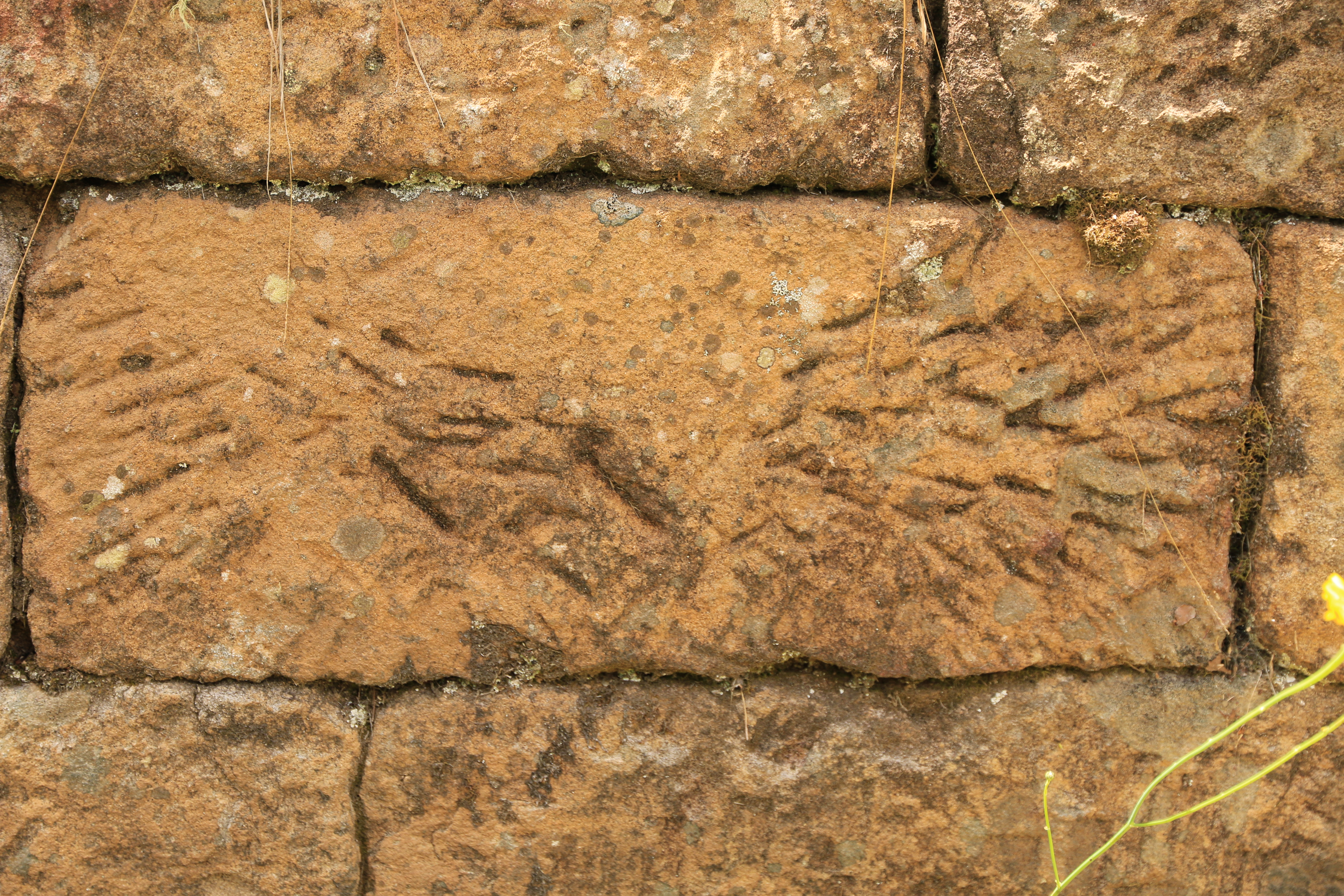
Trestanci postavený břeh, hora McQuoid, Velká severní silnice, Bucketty, NSW. Dle osobitého značení tesaných kamenů vznikla archeologická studie odhadu počtu trestanců v "železné partě", tj. trestanců odsouzených k práci v řetězech nebo jiných zařízeních pro těžbu kovů, nebo při těžkých pracovních úkonech jako je výroba silnic. Existují rozpoznatelné a opakující se symboly, které lze přičíst jednotlivým kameníkům.
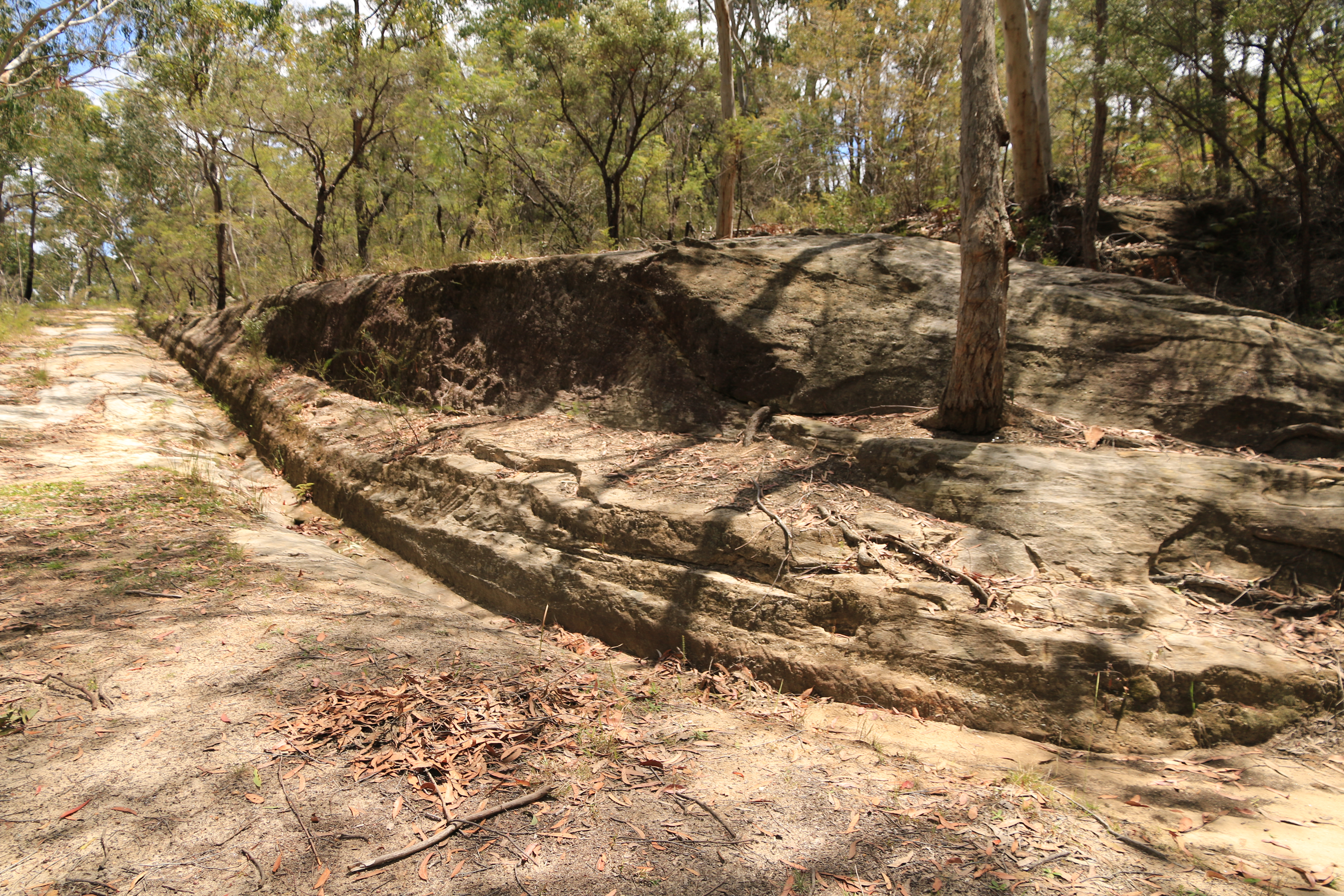
Trestanecká silnice, hora McQuoid, Velká severní silnice, Bucketty, NSW. Žlab vytesaný do kamene.
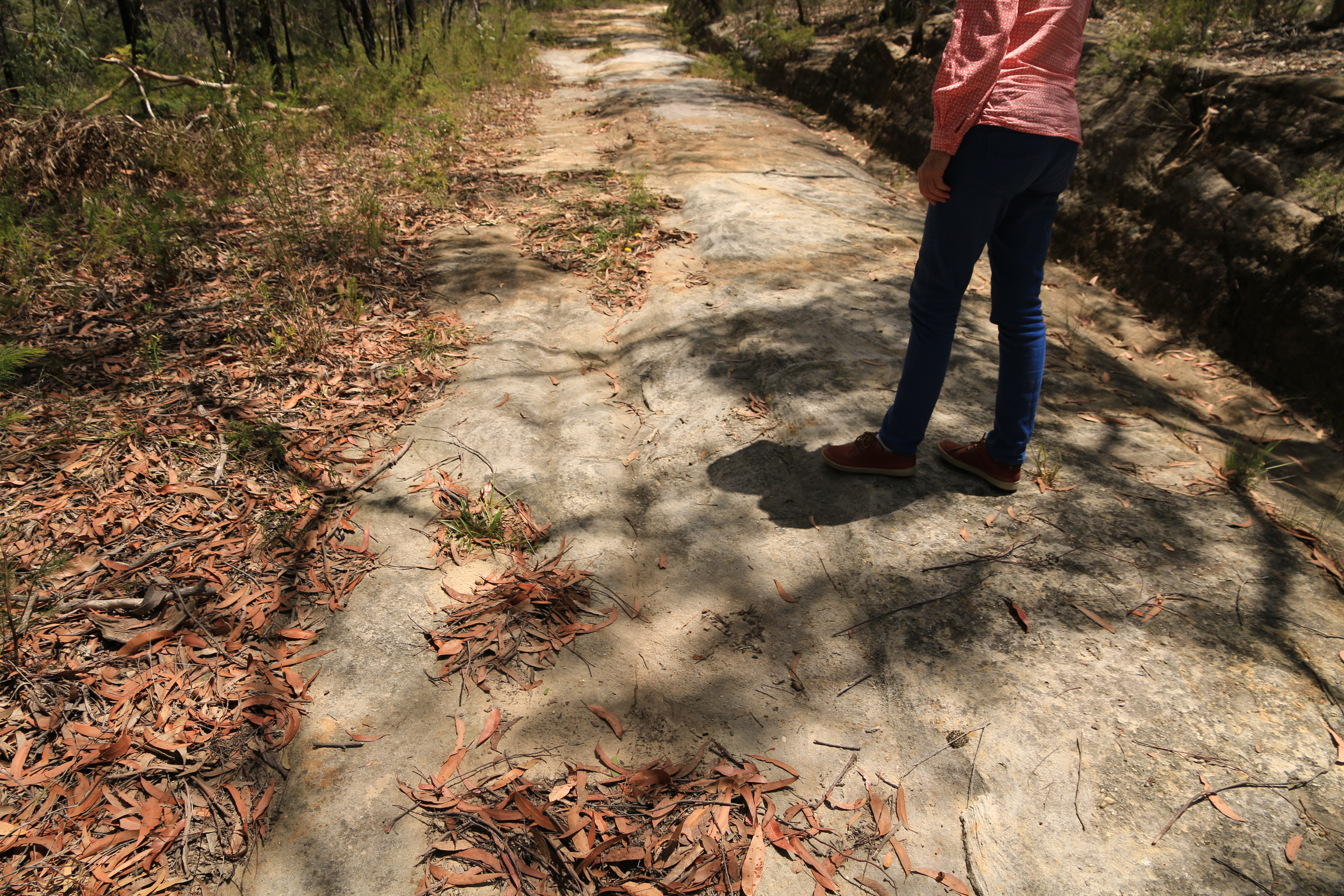
Trestanecká silnice, hora McQuoid, Velká severní silnice, Bucketty, NSW. Koleje po kárách s kamením
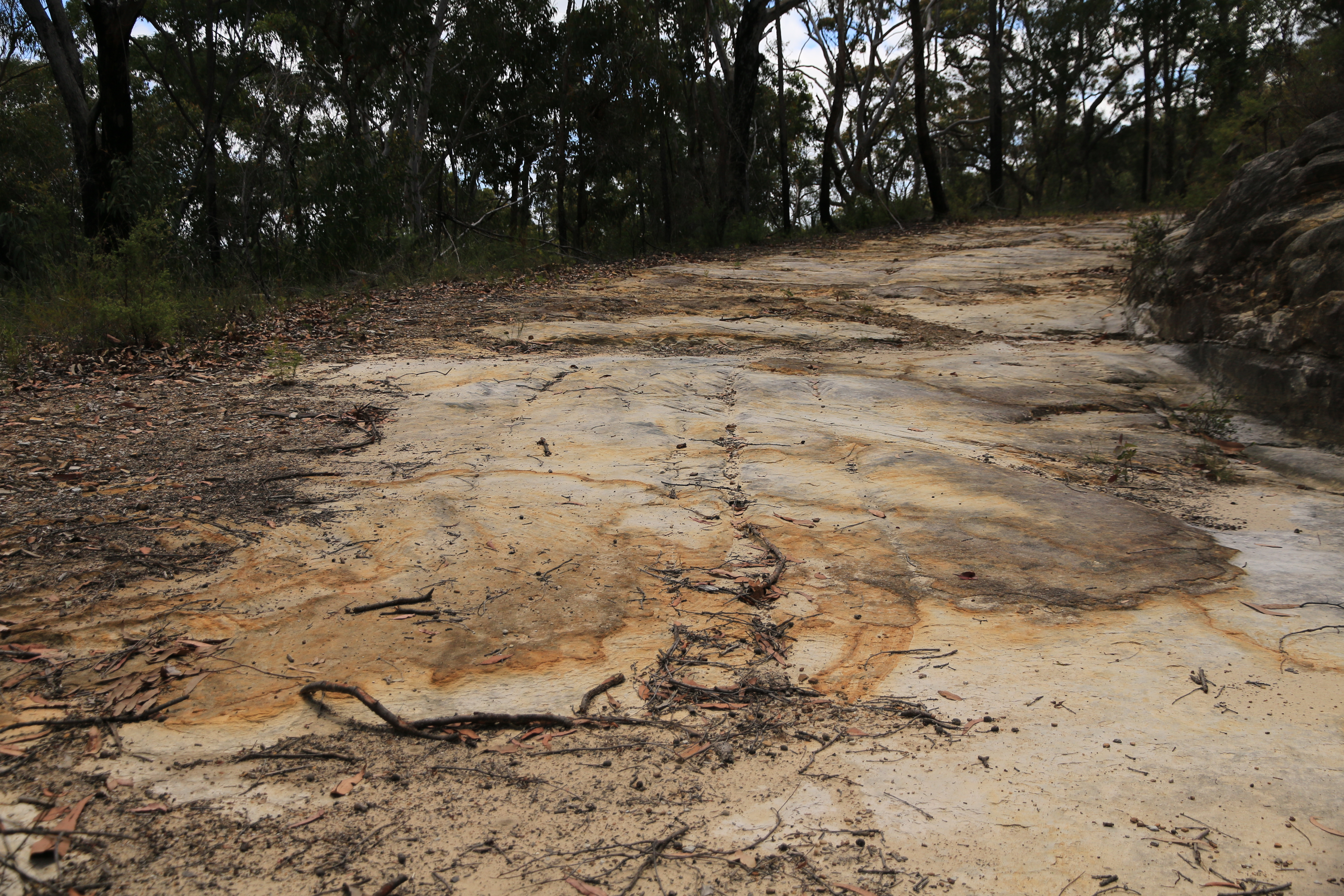
Trestanecká silnice, hora McQuoid, Velká severní silnice, Bucketty, NSW.
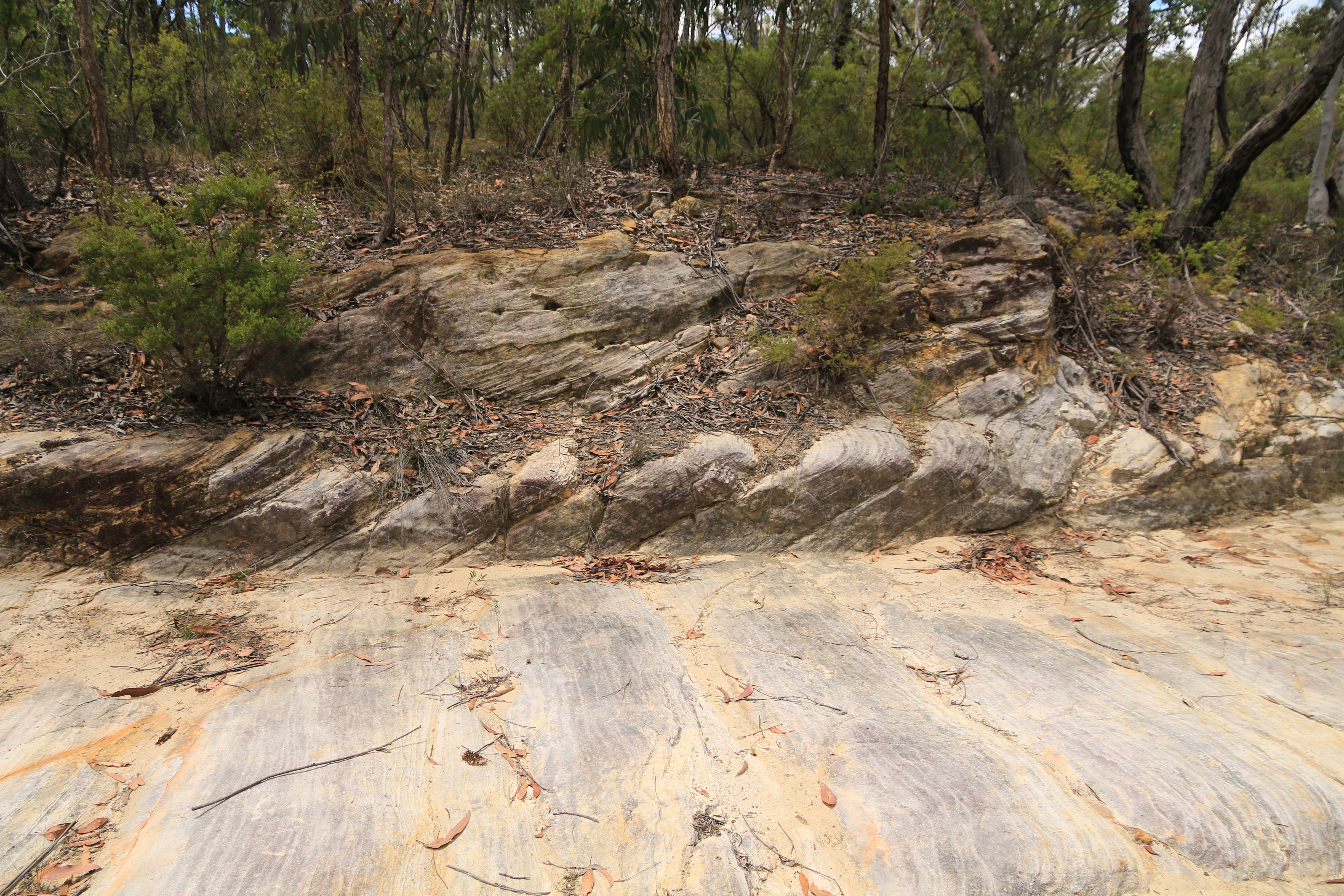
Trestanecká silnice, hora McQuoid, Velká severní silnice, Bucketty, NSW.
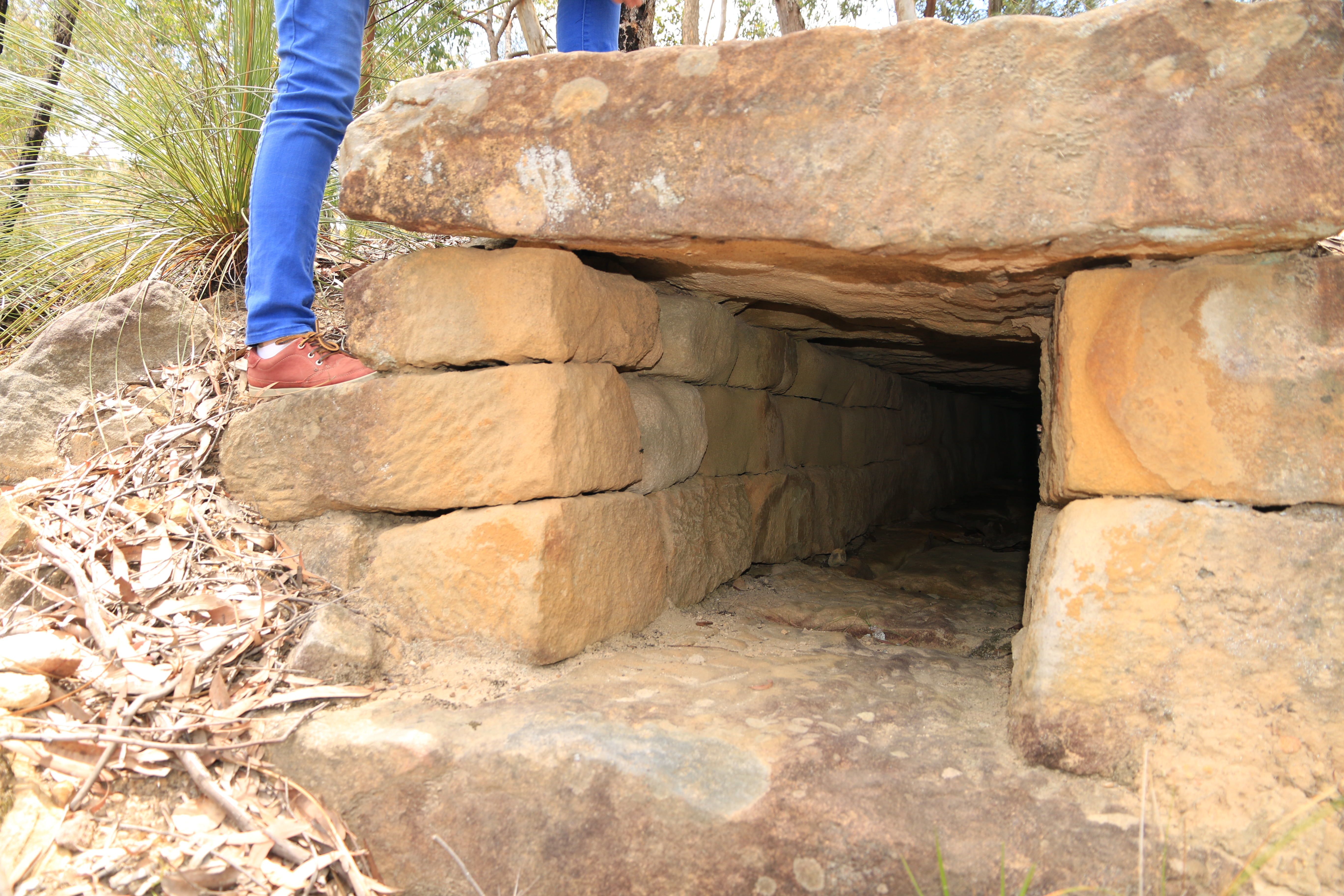
Trestanecká silnice, hora McQuoid, Velká severní silnice, Bucketty, NSW. Kamenný propustek pod silnicí k odvodu dešťové vody
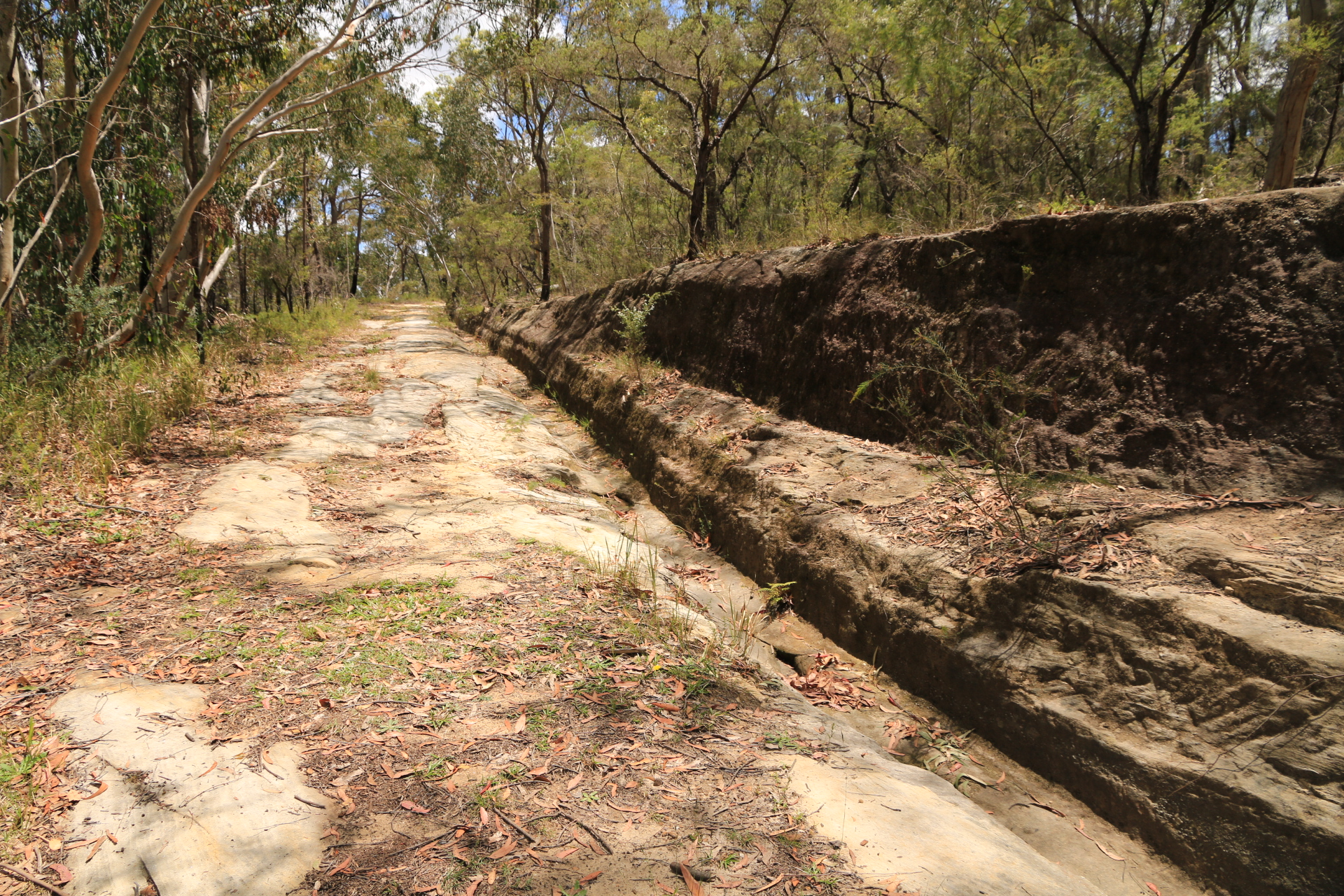
Trestanecká silnice, hora McQuoid, Velká severní silnice, Bucketty, NSW.
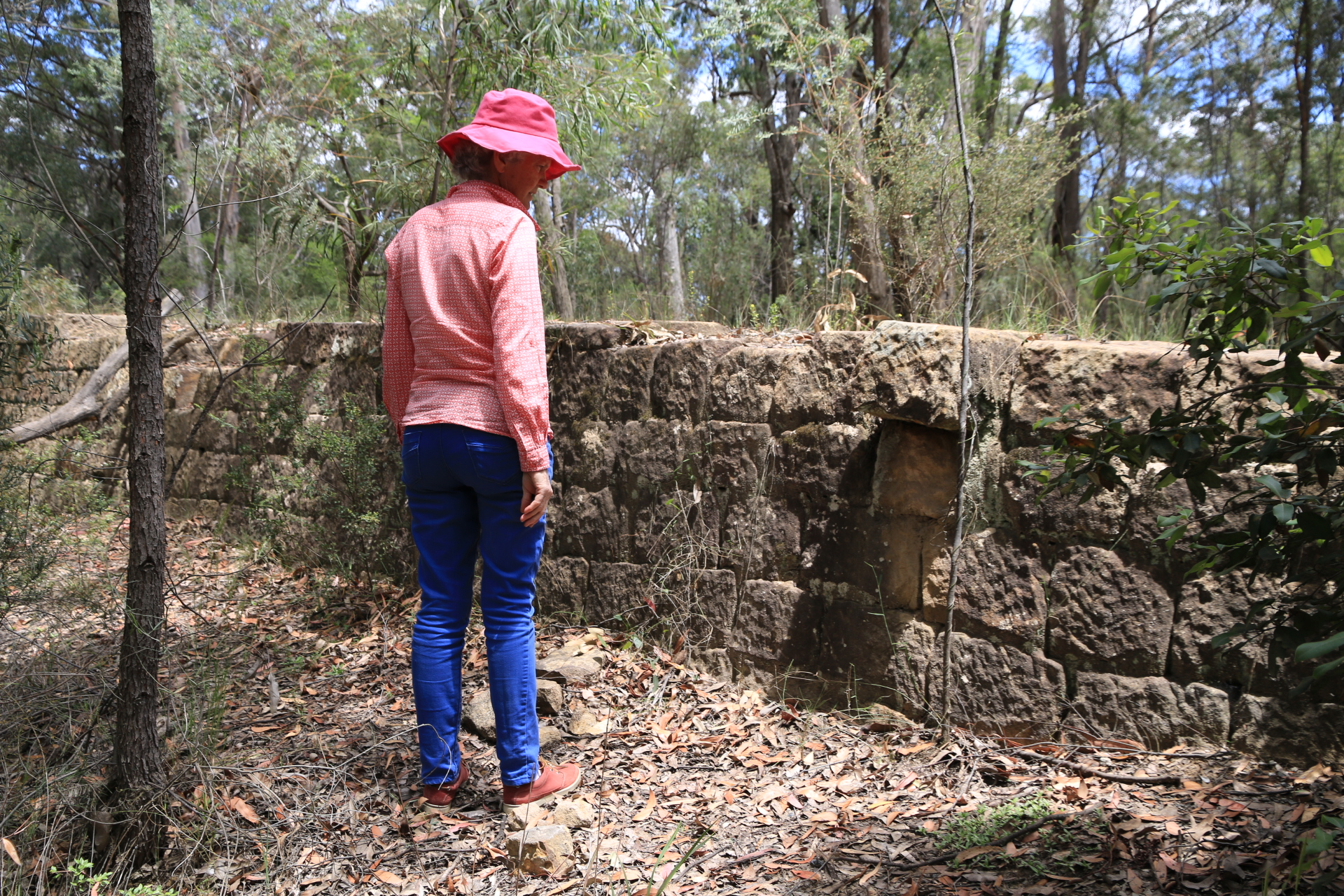
Kamenná zídka, St Alban's Road Ramp, Velká severní cesta, NSW.
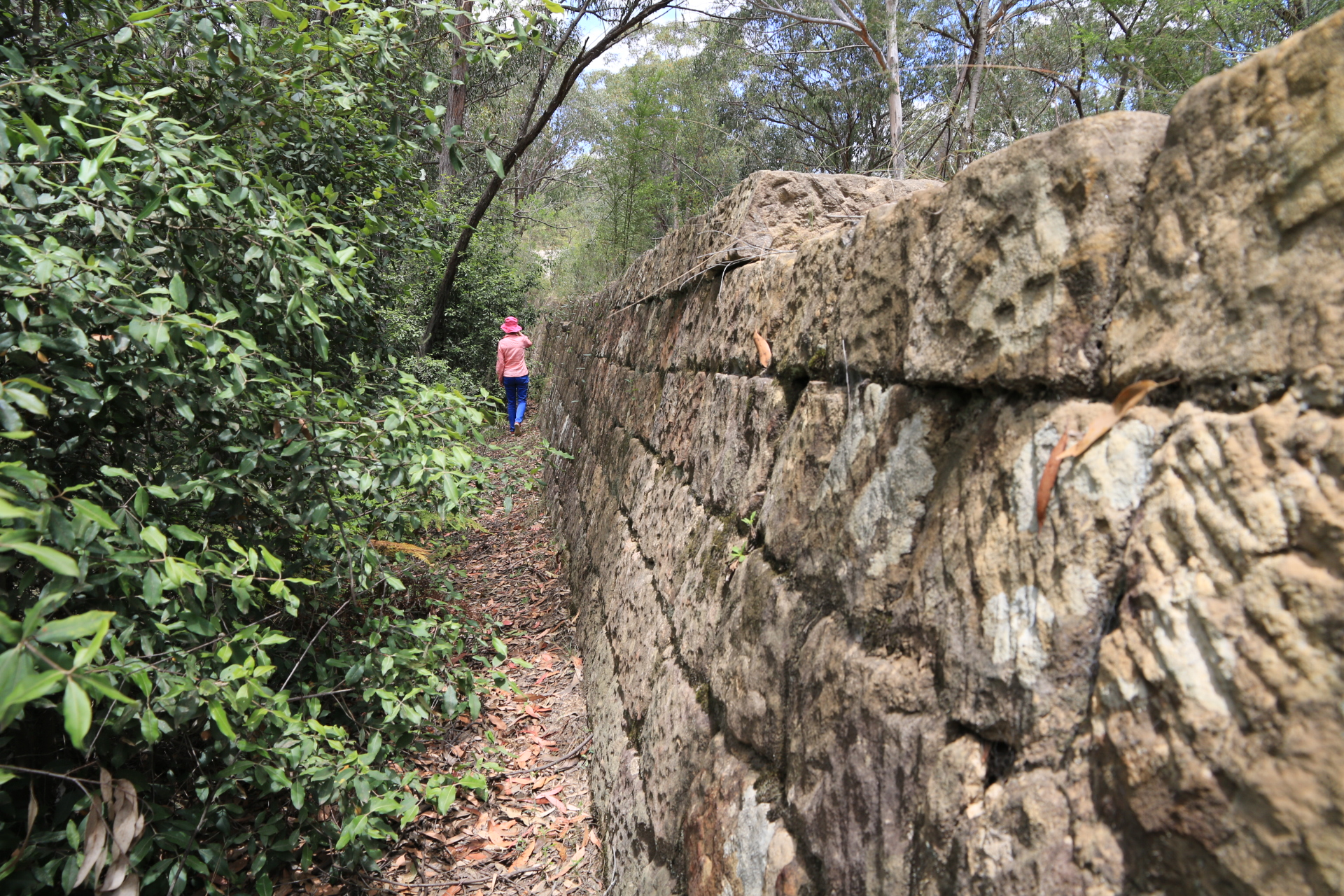
Kamenná zídka, St Alban's Road Ramp, Velká severní cesta, NSW.